# Fichtl’s Lied
Fichtl’s Lied je píseň krátce působícího německého šlágrového dua Die Woody’s z 80. let 20. století. Píseň, které se dříve dostávalo jen malé pozornosti, získala popularitu v roce 2010, když byla na internet nahrána a rozšířena televizní nahrávka z roku 1984.

## Hudba a obsah
Textový koncept Fichtl's Lied se točí kolem lesního skřítka „Fichtl vom Zauberland“, jenž varuje lidi před dalším znečišťováním životního prostředí, protože tím ničí životní prostor lesních zvířat.
Dvě textové sloky melodicky vycházejí z dětské písně Ein Männlein steht im Walde z roku 1843, která je obohacena o veselou melodii typickou pro lidové šlágry, sestavěnou zcela jednoduše z kvintakordů, jež obstarává instrumentální party a refrén, kdy skřítci zpívají la la la la. Refrén svou uměle zvýšenou výškou hlasu zřetelně připomíná píseň 't Smurfenlied (Píseň Šmoulů) nizozemského zpěváka a skladatele Pierra Kartnera (Vader Abraham), vydanou v roce 1977. Píseň je v tónině E dur a na konci je trasponována o půl tónu nahoru do F dur – opět typické pro popové písně.

## Pozadí
Duo Die Woody’s tvořili Pascal Marshall, syn Tonyho Marshalla, a jeho přítel Thomas Maier. Album produkované Tonym Marshallem s názvem Die Welt der Woody's vydalo v roce 1984 vydavateltví Teldec. Ve stejné době byl k dispozici „Waldwicht Fichtl vom Zauberland“ jako merchandisingová figurka.
Nahrávka Fichtl’s Lied z pořadu Die Superhitparade der Volksmusik se dostala do širokého povědomí v roce 2010, kdy byla umístěna na YouTube. Video získalo desítky milionů zhlédnutí a stalo se předmětem mnoha memů. Video bylo dočasně zablokováno z důvodu ochrany autorských práv, avšak od roku 2020 je opět dostupné online. Nyní je k dispozici také verze v HD rozlišení s vylepšenou kvalitou obrazu a záznamem celého pořadu. Původní videoklip byl na internet umístěn v roce 2016 a v roce 2017 byla zveřejněna nová verze Fichtl’s Lied.

## Zajímavosti
Klávesy a buben z virálního videoklipu byly zhotoveny pro Die Woody’s v Europaparku.